# Suffragant

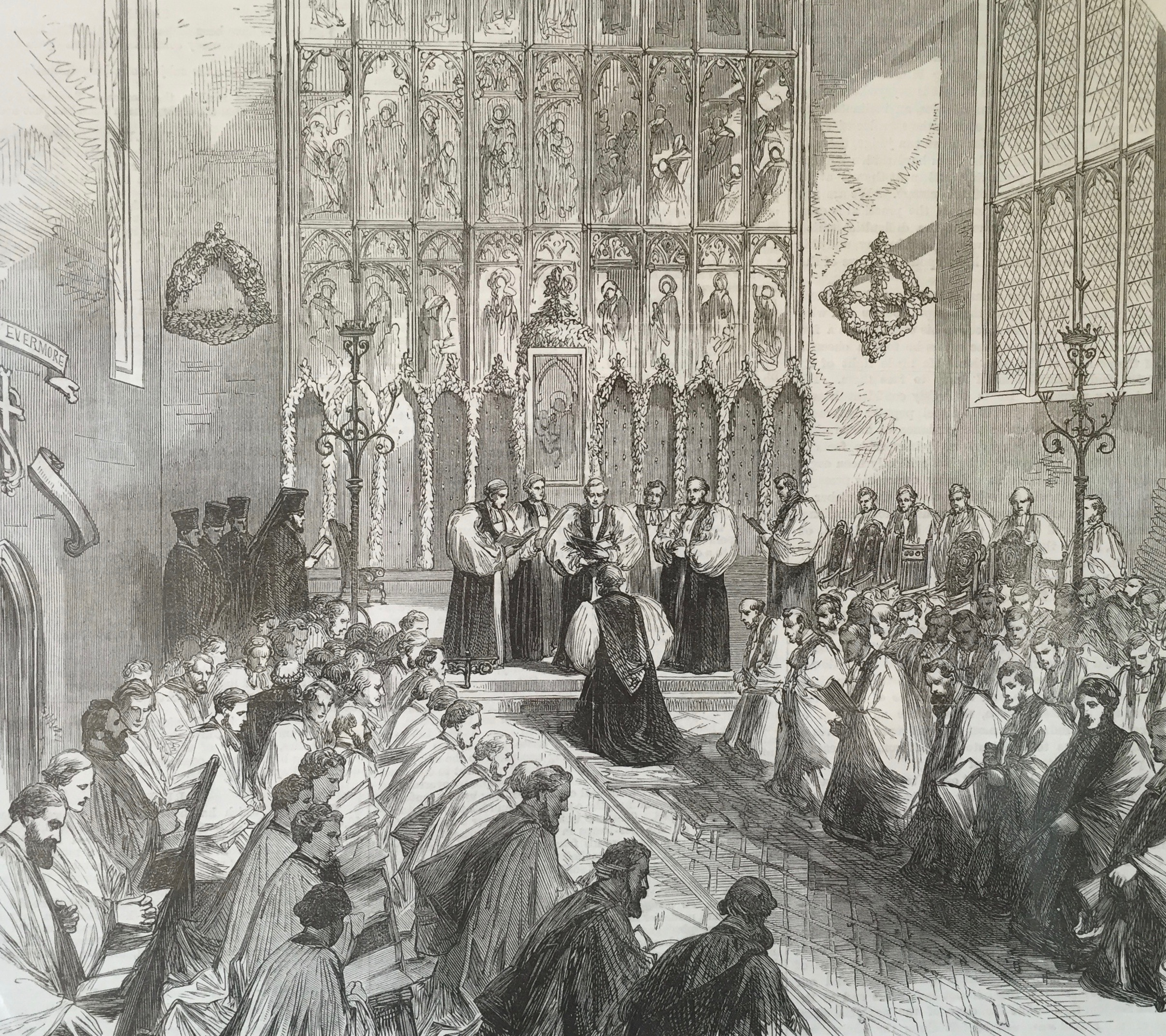
Consécration de Henry Mackenzie, évêque de Nottingham, évêque suffragant du diocèse de Lincoln et premier évêque suffragant de l'Église d'Angleterre depuis 1608. Église Sainte-Marie, Nottingham, 1870.

Le terme suffragant (du latin suffragans « participant au suffrage »), est principalement employé dans l'Église catholique pour désigner, un évêque à la tête d’un diocèse situé au sein d’une province ecclésiastique, mais ne relevant pas de l’archidiocèse métropolitain. Le diocèse qu’il dirige est alors appelé « diocèse suffragant ».
L’origine de ce terme remonte à l’Antiquité et au début du Moyen Âge, époque à laquelle les évêques d’une même province ecclésiastique élisaient leur archevêque lors d’un concile, lui accordant ainsi leur suffrage, c’est-à-dire leur vote.
Le terme suffragant est également utilisé dans les Églises anglicanes, où il désigne certains évêques auxiliaires. 
Dans les Églises réformées et Églises luthériennes, le terme peut avoir un tout autre sens, s’appliquant à des pasteurs investis d’une charge pastorale par délégation.

## Dans l'Église catholique

### Définition
Dans l'Église catholique, un suffragant est un évêque, diocésain ou non[pas clair], qui dirige l'administration d'un diocèse sous la supervision de son archevêque. Le terme s'applique par extension au diocèse d'un évêque suffragant. Un diocèse suffragant est sous la responsabilité indirecte de l'archevêque métropolitain au sein de la province ecclésiastique.
Par exemple, le responsable du diocèse de Bordeaux porte le titre d'archevêque de Bordeaux, car il est à la tête de la province ecclésiastique ou archidiocèse de Bordeaux, avec pour évêques et diocèses suffragants ceux de Bayonne, Dax, Périgueux et Agen.
La distinction entre évêques archevêques (ou métropolitains) et suffragants est aujourd'hui d'importance limitée. Les deux sont le plus souvent des évêques diocésains ayant la juridiction ordinaire sur leur diocèse. Le métropolitain a peu de pouvoir sur les suffragants de sa province et n'a aucune autorité sur les fidèles des diocèses suffragants,.
Il n'en a pas toujours été ainsi. Par le passé, les luttes de pouvoir entre sièges épiscopaux ont donné selon les circonstances plus ou moins d'autorité aux conciles métropolitains sur des suffragants à la tête d’évêchés plus ou moins convoités.[pas clair]

### Histoire (quelques exemples)
La hiérarchie entre diocèses et archidiocèse est à l'origine liée à l'administration de l'Empire romain à partir du IVe siècle, durant lequel le christianisme, exposé aux persécutions jusqu'en 313, devient religion officielle et obligatoire de l'Empire.
Les diocèses sont établis dans le cadre des cités, par exemple, en Gaule, la cité des Namnètes (chef-lieu : Condevicnum/Nantes) ou la cité des Vasates (chef-lieu : Bazas). Ces cités font partie de provinces administratives : la province de Lyonnaise troisième pour les Namnètes (chef-lieu : Tours) ; la province d'Aquitaine troisième pour les Vasates (chef-lieu : Elusa/Eauze, puis Auch). Les évêques de Tours et d'Eauze deviennent très tôt métropolitains des évêques de la province. 
Par la suite, l'évolution historique amène des perturbations par rapport au cadre issu de l'Antiquité, qui perdure cependant dans l'ensemble jusqu'à l'époque de la Révolution française.

#### L'évêque de Léon et l'archevêque de Tours (XIesiècle)
L'évêque de Léon, quoique devenu formellement suffragant de l'archidiocèse de Tours en 1199, cultivait l'indépendance reconnue en 1076, après plus de deux siècles d'un schisme provoqué par le roi de Bretagne Salomon. Comme tous les diocèses de Bretagne, il échappait au contrôle du coadjuteur métropolitain par la loi dite de l'alternative, les nominations échéant alternativement tous les six mois au pape puis à l'évêque. En outre le chapitre épiscopal, tenu par de riches chanoines prébendés, a en même temps que celui du Trégor, mis en place à la fin du XIIIe siècle une organisation en accord avec la Curie donnant à celle-ci seule le pouvoir de révoquer les recteurs. En pratique, cela revenait, entre nominations et révocations, à donner les pleins pouvoirs à l'évêque, par ailleurs comte souverain dont le principal vassal, Rohan à partir de 1372, ne rend après 1549[pas clair] plus hommage qu'à lui et à l'Empereur. La Curie ne perdait en effet pas son temps dans des détails et ne désavouait jamais son allié direct. Les manœuvres de Richelieu rompent en 1640 cette habitude en faisant révoquer par la Curie, sans passer par l'archevêque,René de Rieux, trop proche de la reine mère Marie de Médicis et du parti dévot, mais c'est un tel scandale que le remplaçant, Robert Cupif, doit remettre le Léon huit ans plus tard à de Rieux, obtenant en compensation une quasi sinécure à Dol.

#### L'évêque de Paris et l'archevêque de Sens (fin du Moyen Âge)
L'évêque de Paris dépend à l'origine de l'archevêque de Sens, dans le cadre de la province de Lyonnaise quatrième (Sénonaise). Mais, au cours du Moyen Âge, Paris, résidence principale des rois de France, devient une grande ville, dotée d'une des plus grandes universités d'Europe, alors que Sens reste modeste.
C'est pourtant le chapitre épiscopal de Sens qui contrôle et valide ou censure l'administration tant du clergé que du temporel du diocèse de Paris. Il se réunit pour cela dans un des plus grands palais de la capitale, l'hôtel de Sens. Cette situation apparait dès le début du XIVe siècle insupportable au chapitre de Paris. Chaque inspection déléguée par l'archevêque de Sens donne en effet lieu au paiement d'une taxe, le droit de visite, qui se double, même en l'absence de délégation[pas clair], du défraiement de toute la cour qui se déplace en cette occasion, le droit de procuration. 
Le 15 juin 1380, après plusieurs arbitrages qui ne font pas cesser les refus inopinés d'ouvrir certaines portes[pas clair], le parlement de Paris donne raison à l'évêque de Paris. Cette décision est contestée par l'archevêque de Sens, qui fait appel devant le pape. 
En février 1405, Clément VII confirme une bulle de 1383 exemptant l'évêché de Paris de la visite métropolitaine, moyennant un dédommagement correspondant au droit de procuration. 
Mais ce n'est qu'en 1622 que le siège épiscopal de Paris est érigé en archevêché par le pape Grégoire XV, un mois et demi avant qu'il accorde à Richelieu, évêque de Luçon, le titre de cardinal[pas clair].

#### Cas particuliers
Certains évêchés sont des évêchés non suffragants par circonstances[pas clair], par exemple celui de Trieste de 1807 à 1828. 
D'autres, qualifiés d'exempts, ne le sont pas non plus par résolutions, tel celui de Catane jusqu'à son élévation au rang d'archidiocèse, en 1859, ou celui de Plaisance, qui dépendit directement du Saint-Siège de 1155 à 1976. 
Certains archevêchés, tel celui d'Aix, sont suffragants d'un autre. 
Certains prélats, par exemple le vicaire général de Trèves de 1714 à 1729 Johann Mathias von Eys, sont suffragants sans être diocésains.

## Dans les Églises anglicanes
Dans les Églises de la communion anglicane, le terme s'applique à un évêque subordonné à un évêque diocésain. Par exemple, l'évêque de Jarrow est suffragant de l'évêque diocésain de Durham.
Le rôle des évêques suffragants anglicans est proche de celui des évêques auxiliaires de l'Église catholique.

## Dans les Églises réformées et luthériennes
Est dite « suffragante » la personne qui exerce un ministère pastoral par délégation. En pratique, les suffragants sont les pasteurs en fin d'étude, en stage dans une église locale et qui n'ont pas encore reçu de mandat.